# Zoohigiena
Zoohigiena – nauka zajmująca się badaniem wzajemnych stosunków między organizmem zwierzęcia a środowiskiem zewnętrznym i ustalająca na tej podstawie zasady prawidłowego chowu, pielęgnowania i użytkowania zwierząt domowych. Ściśle związana z weterynarią i zootechniką. Twórcą polskiej szkoły naukowej zoohigieny i dobrostanu zwierząt był Mieczysław Cena.
Terminem tym określa się także działalność mającą na celu utrzymanie zwierząt w zdrowiu przy najwyższej ich wydajności.